# Parc du Bois-de-Coulonge
Le parc du Bois-de-Coulonge est un parc public de Québec dans l'arrondissement de Sainte-Foy–Sillery–Cap-Rouge. Situé sur la colline de Québec, il domine le fleuve Saint-Laurent. L'entrée du parc se trouve sur Grande Allée Ouest.

## Histoire
Le fief original, dit de Belleborne (car délimité par deux ruisseaux), est d'abord concédé en 1637 à deux truchements (interprètes en langues indigènes et ambassadeurs de bonne entente) : Jean Nicolet (mort en 1642) et son associé Olivier Letardif.
Érigée en 1657, la châtellenie de Coulonges est issue du regroupement de plusieurs terres du Cap-aux-Diamants, en banlieue de Québec, quatre d'entre elles ayant été acquises par Louis d'Ailleboust de Coulonge et d'Argentenay entre 1649 et 1653. En 1780, la partie est de la châtellenie est achetée par le général Henry Watson Powell, qui y fait construire une somptueuse résidence. Lorsqu'en 1815, Michael Henry Perceval achète la propriété, Powell Place est alors rebaptisée Spencer Wood en l'honneur de son oncle, le premier ministre britannique Spencer Perceval.
Henry Atkinson, marchand de bois, acquiert à son tour le domaine en 1835 et entreprend son aménagement en faisant construire une villa en 1844, Spencer Grange, et, à l'ouest, un petit cottage servant de résidence d'été en 1849 le Spencer Cottage, aujourd'hui dénommé Villa Bagatelle.
Au milieu du XIXe siècle, Atkinson loue puis vend la partie est de son domaine au gouvernement canadien, pour qui le site revêt une importance particulière puisqu'on y trouve le sentier emprunté par l'armée de Wolfe en 1759 lors de la bataille des plaines d'Abraham. Spencer Wood sera le lieu de résidence des gouverneurs du Canada et des lieutenants-gouverneurs du Québec entre 1854 et 1966. En 1950, le domaine est appelé Bois-de-Coulonge et en 1966 un incendie détruit la résidence, causant le décès du lieutenant-gouverneur Paul Comtois. On peut encore voir les anciennes écuries construites entre 1884 et 1889. Avec sa mansarde percée de lucarnes, la construction est si luxueuse qu’on pouvait la confondre avec la résidence principale.
Mis en valeur après 1986, le parc de 24 hectares est aujourd'hui l'un des principaux sites patrimoniaux de la Commission de la capitale nationale du Québec, qui en assure la gestion depuis 1996.
Le parc accueille les Mosaïcultures 2022 présentée dans la région de Québec durant l'été.

## Parc public
Le parc est accessible au public depuis les années 1970. C’est un grand domaine naturel avec des aires gazonnées et fleuries et des espaces boisés où dominent l'érable à sucre, le chêne rouge d'Amérique, l'orme d'Amérique, le hêtre d'Amérique et l'épinette blanche. 

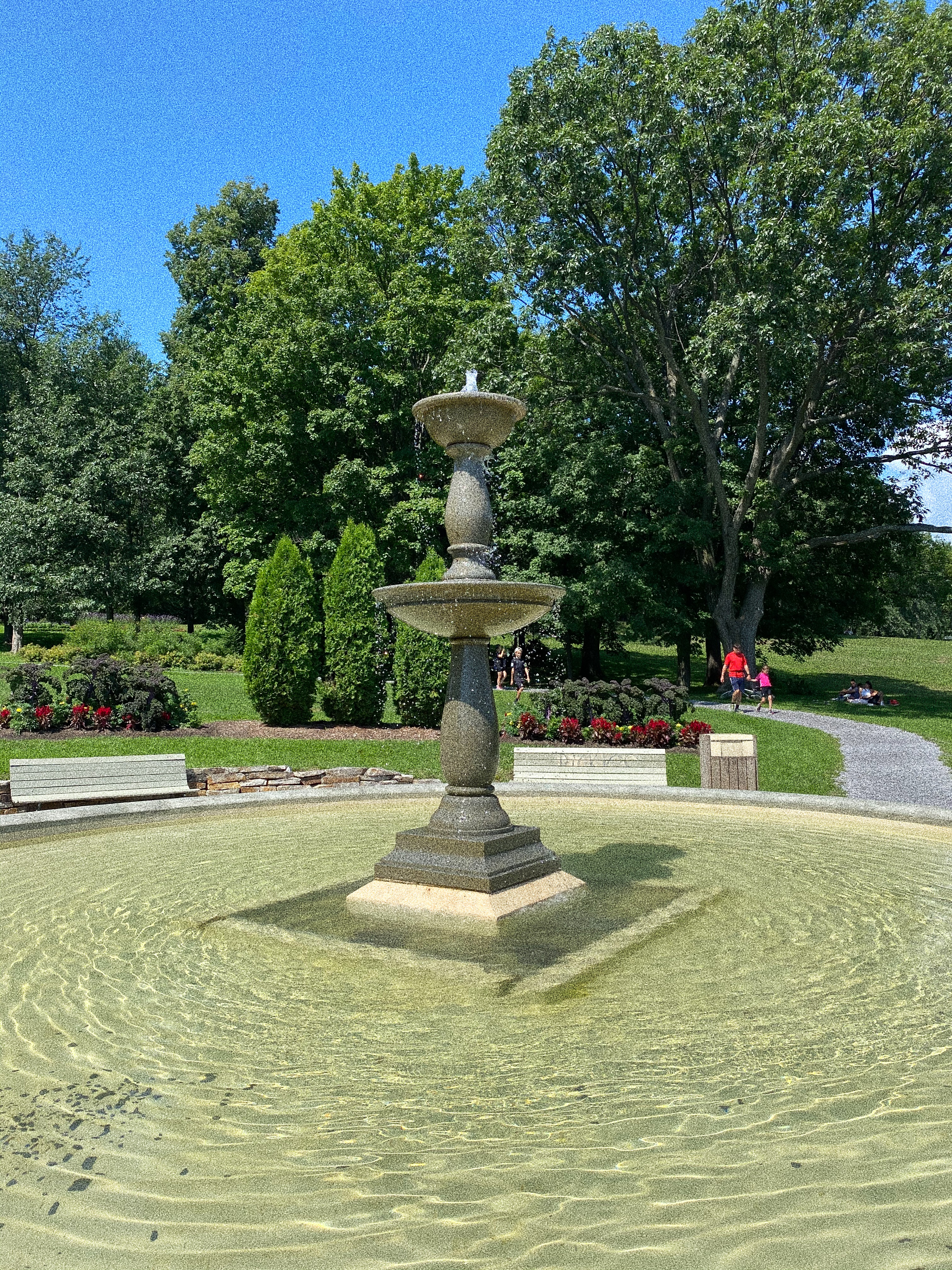
Fontaine du parc du Bois-de-Coulonge (2020).

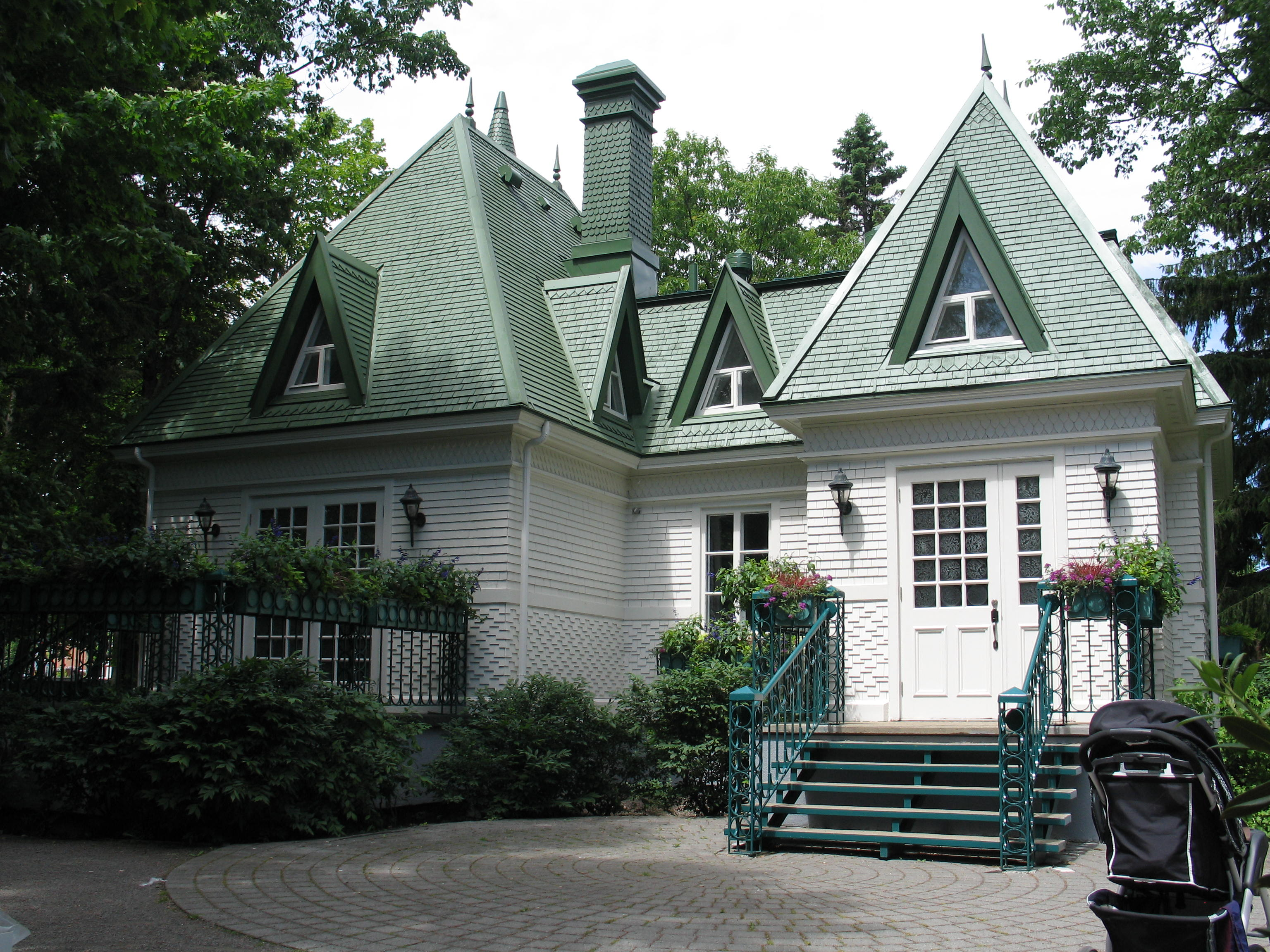
Maison du gardien.
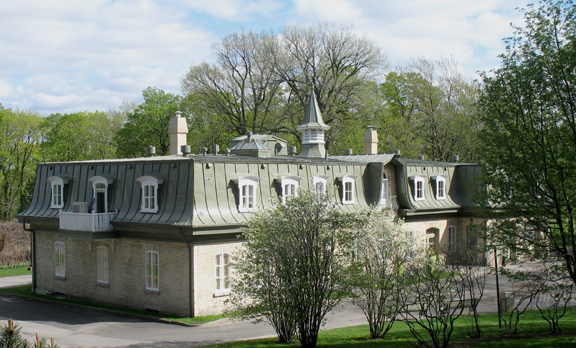
Anciennes écuries.
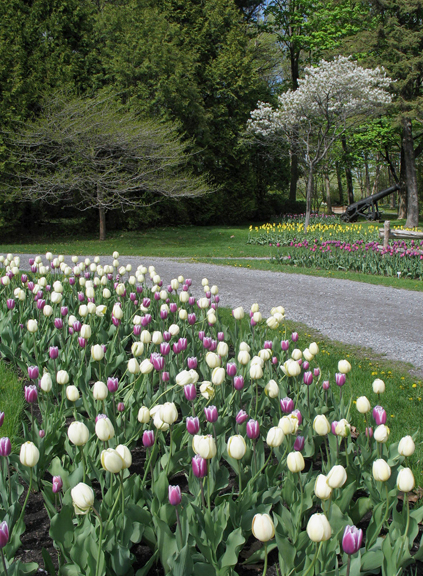
Allée de tulipes au printemps.
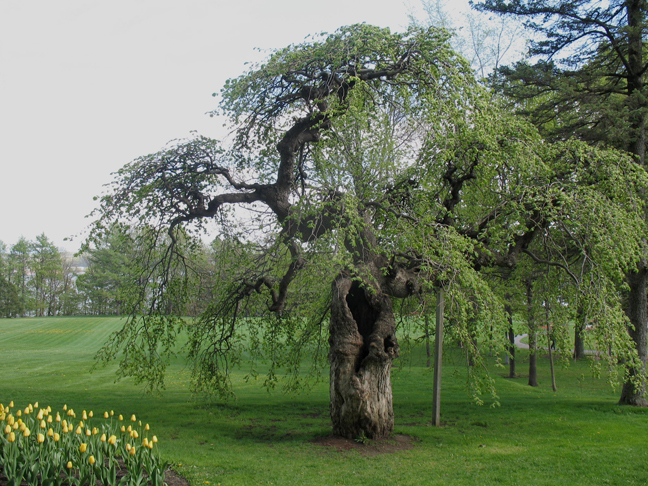
Orme pleureur 'Camperdownii' de 150 ans.

### Attraits et services
- Jardins, aménagements horticoles, arboretum et anciennes serres.
- Cabane à sucre.
- Randonnée pédestre de trois kilomètres.
- Piste cyclable.
- Terrains de jeux.
- Vestiges d'un terrain de boulingrin.
- Aire de pique-nique.
- Belvédère et sa gloriette avec vue sur le port de plaisance du Yacht-Club de Québec.
- Visites guidées avec commentaires en baladodiffusion[3].
- Salle de réception et de réunion dans les anciennes écuries.
- Stationnement payant et stationnement pour autobus.
- Accès aux personnes à mobilité réduite.

### Archives
- Le fonds d'archives du  Bois-de-Coulonge est conservé au centre d'archives de Québec de Bibliothèque et Archives nationales du Québec[4].